# Interceptie (hydrologie)
Interceptie of interceptieverlies is in de hydrologie het deel van de neerslag dat door de vegetatie wordt opgevangen, waardoor het niet het oppervlak bereikt of in de bodem en het grondwater terecht komt. Dit deel van de neerslag valt op bladeren of andere delen van planten. Zulk water kan verdampen of worden opgenomen door de plant. Door middel van transpiratie ademen planten een deel van het water dat ze opnemen weer uit zodat het net als bij verdamping opnieuw in de atmosfeer terecht komt. Men spreekt wel van "evapotranspiratie" als verzamelnaam van beide processen.
Neerslag kan regen, sneeuw, hagel, of een combinatie van de drie zijn. In al die gevallen kan de neerslag op drie manieren verder bewegen:
- Throughflow is het deel van de neerslag dat tussen de bladeren door valt en direct het aardoppervlak bereikt. Hoe groot dit deel is hangt af van het totale oppervlak van de bladeren. Dit hangt weer af van het type begroeiing.
- Stemflow is het deel van de neerslag dat eerst door de begroeiing wordt opgevangen, maar daarna via de stammen of stengels van planten alsnog doorstroomt naar het aardoppervlak.
- De interceptie is het deel dat nooit de bodem bereikt.

Normaal gesproken is de interceptie positief: water gaat verloren dankzij de vegetatie en men spreekt van een "
interceptieverlies". Wanneer begroeiing wordt verwijderd resulteert dit dan ook meestal in een grotere hoeveelheid water die het oppervlak bereikt. Niet alleen neemt de hoeveelheid grondwater toe maar ook de runoff, het water dat over het oppervlak wegstroomt in plaats van in de bodem door te dringen. Daardoor kan het risico van erosie toenemen. In enkele specifieke gevallen werd na houtkap juist een afname van de hoeveelheid water die het oppervlak bereikte geconstateerd, zoals bij studies in Oregon aan de Amerikaanse westkust. Waarschijnlijk komt dit omdat in dit gebied veel mist voorkomt dat op de vegetatie kan condenseren. In deze gevallen spreekt men wel van een "interceptiewinst".